# Nowa Wieś (Gliwice)
Pour les articles homonymes, voir Nowa Wieś.
Nowa Wieś est une localité polonaise de la gmina de Sośnicowice, située dans le powiat de Gliwice en voïvodie de Silésie.